# Кустове
Ку́стове (каз. Кустовое) — село у складі Кизилжарського району Північноказахстанської області Казахстану. Входить до складу Вагулінського сільського округу.
Населення — 263 особи (2021; 360 у 2009, 460 у 1999, 491 у 1989).
Національний склад станом на 1989 рік:
- росіяни — 100 %.